# Gmina Nissi
Gmina Nissi (est. Nissi vald) – gmina wiejska w Estonii, w prowincji Harju.
W skład gminy wchodzą:
- 2 miasteczka: Riisipere, Turba
- 17 wsi: Aude, Ellamaa, Jaanika, Kivitammi, Lehetu, Lepaste, Madila, Munalaskme, Mustu, Nurme, Odulemma, Rehemäe, Siimika, Tabara, Vilumäe, Viruküla, Ürjaste.